# Battaglia di Huesca
La battaglia di Huesca venne combattuta nel giugno del 1937 durante la Guerra Civile Spagnola; la battaglia vide l'Ejército Popular de la República tentare di conquistare la città aragonese di Huesca, che sin dall'inizio della guerra nel luglio del 1936 era rimasta sotto il controllo delle forze ribelli nazionaliste.

## Antecedente
Il golpe militare del 18 giugno 1936 aveva avuto successo nella regione dell'Aragona, infatti nonostante le forze leali al governo della repubblica controllassero circa la metà del territorio aragonese, i ribelli erano riusciti a prendere il controllo delle tre capitali provinciali dell'Aragona con poca lotta, ottenendo così posizioni strategiche che si sarebbero rivelate molto utili nel corso della guerra.
Nella regione aragonese la principale forza di appoggio alla Repubblica era costituita dalle milizie anarchiche, formate nei primi giorni di guerra dalla CNT e dalla FAI, che avevano di fatto stabilito il proprio controllo nelle zone rurali dell'Aragona orientale, creando il Consiglio Regionale di Difesa dell'Aragona e organizzando i contadini in collettività agrarie anarchiche. Nonostante il loro netto rifiuto della ribellione franchista, i leader anarchici non erano riusciti a lanciare alcun tipo di operazione militare in Aragona a causa della disorganizzazione delle proprie milizie, formate da operai e contadini appartenenti al sindacato, per la maggior parte privi di istruzione e disciplina militare, con poco armamento e blindati.
Al principio della primavera del 1937 fu possibile portare avanti in maniera uniforme il processo di militarizzazione delle milizie anarchiche, le quali persero il loro carattere di aggregazioni spontanee di volontari, trasformandosi in unità belliche dotate di una certa disciplina e preparazione militare.
Allo stesso tempo, la pressione militare del bando sollevato su Madrid e le offensive dei ribelli su Vizcaya, dove ormai erano sul punto di prendere Bilbao, rese urgente presso il comando dell'Ejército Popular de la República la necessità di lanciare offensive che alleggerissero la pressione bellica che stavano subendo le truppe repubblicane al nord, nella speranza che questi attacchi nel resto del fronte distraessero le truppe del bando ribelle in numero sufficiente da dare il tempo di riorganizzare le difese di Bilbao. Il ministro della difesa della Repubblica, il leader socialista Indalecio Prieto, approvò il piano e della sua esecuzione fu incaricato il generale Sebastián Pozas.

## Preparazione dell'attacco
L'offensiva di Huesca fu intrapresa come un attacco di distrazione dall'offensiva franchista a Vizcaya. Fu intrapresa dal nuovo Esercito dell'est, che copriva il fronte aragonese ed era sotto il comando del generale Pozas. Progettando l'attacco, Pozas ordinò al capo comunista ungherese Maté Zalka, detto generale Lukács, di venire dal fronte di Madrid con la XII Brigata Internazionale (quella degli italiani della Brigata Garibaldi che si erano distinti contro i loro compatrioti a Guadalajara) e che, con altre quattro brigate provenienti anch'esse dal fronte centrale, avrebbero avuto la responsabilità dell'operazione, nonostante non fosse stato migliorato l'armamento delle loro truppe ne gli fosse stato dato un appoggio significativo in termini di artiglieria e carri armati.

### Forze ribelli
Le forze ribelli incaricate della difesa di Huesca erano limitate alla sola guarnigione basata presso i reggimenti Galicia e Valladolid, sebbene il controllo della strada di Alerre, sita al nordest di Huesca, permetteva loro di ricevere rinforzi. Lo stato maggiore del bando ribelle rifiutò però di inviare unità militari addizionali a difesa di Huesca, poiché aveva ricevuto alcune informative secondo cui l'attacco repubblicano era massivo ma disorganizzato.

### Forze repubblicane
Ciononostante, il generale Lukács morì l'11 giugno nel valico di Estrecho-Quinto, poco fuori da Huesca, quando un obice di artiglieria dei ribelli, scoperto il suo veicolo mentre rientrava da una perlustrazione del territorio, lo uccise immediatamente insieme al suo autista, lasciando gravemente ferito il commissario della XII Brigata Internazionale, Gustav Regler.
Il leader comunista Manfred Stern, soprannominato generale Kléber, fu il successore del defunto Lukács alla guida della 45ª Divisione, formata dall'unione della XII Brigata Internazionale con la XIIbis, le quali giunsero da Madrid come unità di élite. Il resto dell'offensiva repubblicana venne affidata agli effettivi delle divisioni 25.ª, 27.ª, 28.ª, 29.ª, e alla 72.ª Brigata Mista giunta da Madrid. Questo raggruppamento fu posto sotto la guida del colonnello Guillermo de la Peña Cusi, mentre Kléber fu messo al comando delle forze internazionali.
Sebbene gli emissari sovietici sperassero che le Brigate Internazionali sviluppassero un ruolo da protagonista concludendo l'assedio di Huesca prendendo la località di Alerre, la confusione presso il comando era molto ampia. Il generale Pozas era teoricamente il comandante supremo di tutte le forze, però suddividendo il comando delle truppe in quattro colonne e due raggruppamenti si perse tutta la coesione e la coordinazione tra i diversi gruppi, poiché esistevano simultaneamente tre Stati Maggiori addizionali a quello di Pozas, al fine di non indispettire il comando comunista e quello anarchico (che si erano mostrati ostili a collaborare sin dai recenti combattimenti a Barcellona), e dare uguale spazio a tutte le forze presenti all'interno del bando repubblicano. I repubblicani erano chiaramente superiori ai ribelli, che si trovavano ben trincerati in città nonostante la forte pressione a cui erano sottoposti.

## Sviluppo delle operazioni
L'attacco contro Huesca iniziò il 12 giugno, con un limitato bombardamento di artiglieria, in una manovra di avvicinamento diretto, contemporanea ad un'altra manovra, di appoggio, presso il comune di Chimillas. La fanteria repubblicana dovette lanciarsi all'attacco in uno spazio scoperto di meno di un kilometro di ampiezza, pietroso e poco alberato, la cui unica protezione erano alcuni arbusti che arrivavano a malapena alle ginocchia dei soldati. Tanto l'attacco diretto su Huesca quanto quello su Chimillas furono respinti facilmente dal nutrito fuoco delle mitragliatrici e dell'artiglieria delle truppe franchiste, in grande inferiorità numerica ma molto ben trincerate.
In questo scenario agì meglio l'aviazione repubblicana, composta da Polikarpov I-16 provenienti da Alcalá de Henares (nel fronte di Madrid), che si scontrò con i Fiat C.R.32 e gli Heinkel He 51 dei ribelli. Il maggior combattimento aereo si ebbe il 14 giugno e vi presero parte centinaia di aerei in totale, con il comando franchista che aveva stabilito di continuare l'offensiva di Vizcaya e al contempo però di mobilitare importanti unità dell'aviazione per la difesa di Huesca. L'ultimo combattimento aereo avvenne il 16 giugno, e fu il bombardamento di Chimillas.
Alla fine, l'offensiva fallì per mancanza dell'effetto sorpresa e della discrezione nei movimenti delle truppe repubblicane: la posizione delle unità di fanteria venne infatti cambiata in pieno giorno e sotto lo sguardo delle truppe ribelli, l'artiglieria sbagliò nel dare comunicazioni e non coordinò gli attacchi di copertura, così che gli sparì furono indirizzati verso settori dove non risultava necessario, o si dovettero sospendere poiché non fu possibile trovare un luogo sicuro in cui piazzare le batterie che dovevano aprire il fuoco, a causa della presenza del fuoco nemico.
All'alba del 16 giugno le truppe repubblicane lanciarono un nuovo assalto contro i comuni di Alerre e Chimillas, però il fuoco nemico, capace di raggiungere i vari punti in cui le truppe repubblicane si muovevano, li fece retrocedere. Seguirono due giorni di spari isolati e tentativi di assalto falliti, finché il 19 giugno, lo stesso giorno in cui le Brigate Navarra franchiste occupavano Bilbao, fu ordinato di sospendere l'offensiva su Huesca. Il campo di battaglia rimase pieno di vittime e molti furono i feriti, mentre le truppe repubblicane si ritirarono il 20 giugno verso le loro posizioni iniziali. L'informativa del leader Karol Świerczewski (noto nelle Brigate come Walter), il quale intervenne a sua volta nella battaglia, disse che il rendimento della XII Brigata Internazionale non aveva nulla a che vedere con ciò che essa aveva conseguito nelle battaglie precedenti.

## Conseguenze
L'offensiva di Huesca, raccontata da Gustav Regler nel suo libro La gran cruzada, fu realizzata in un ambiente pessimista, che non aiutò assolutamente lo schieramento repubblicano da un punto di vista morale. Essa avvenne in un clima di tensione successivo ai fatti di maggio a Barcellona, in un settore in cui abbondavano le formazioni anarchiche, e in cui si trovava la 29ª Divisione (l'antica divisione del POUM), con molti uomini che avevano partecipato ai combattimenti di Barcellona del maggio precedente.
Le perdite tra i combattenti anarchici e del POUM durante questa offensiva furono molto ampie, e questo favorì un aumento della sfiducia di questi gruppi di sinistra nei confronti dei comunisti spagnoli. Nelle due settimane in cui si sviluppò l'attacco si ebbero 1000 perdite nel bando repubblicano, la maggior parte delle quali tra i combattenti delle antiche formazioni anarchiche. Tra i feriti ci fu George Orwell, che mentre veniva trasferito nella retroguardia con un treno-ospedale vide arrivare un convoglio con i volontari italiani della Brigata Garibaldi, i quali vennero ricevuti calorosamente. Si disse inoltre che anche qui i capi ribelli fossero a conoscenza dell'attacco perché le misure di sicurezza prima di procedere all'offensiva erano state nulle. Inoltre, le forze repubblicane non ricevettero una vera e propria copertura di artiglieria, ne furono sostenute dai carri armati che sarebbero stati necessari per assaltare Huesca.